# Курунда
Курунда (рос. Курунда) — село Усть-Коксинського району, Республіка Алтай Росії. Входить до складу Усть-Коксинського сільського поселення.
Населення — 215 осіб (2015 рік).